# The Off-Season
Albums de J. Cole
Lewis Street EP
(2020) The Fall Off
Singles
1. The Climb Back
Sortie : 22 juillet 2020
2. Interlude
Sortie : 7 mai 2021
3. My Life
Sortie : 25 mai 2021

The Off-Season est le sixième album studio du rappeur américain J. Cole, sorti en 2021 sur les labels Dreamville Records, Roc Nation et Interscope Records.
Les producteurs exécutifs de l'album sont J. Cole, Ibrahim Hamad et T-Minus. Il contient plusieurs featurings avec les artistes Morray, 21 Savage, Lil Baby, Bas et 6lack, devenant le premier album de Cole avec des featurings depuis Born Sinner, sorti en 2013. Plusieurs producteurs ont travaillé sur l'album, dont Cole lui-même, T-Minus, Timbaland, Boi-1da, Frank Dukes, DJ Dahi, Tae Beast et Jake One.
L'album est notamment porté par les singles The Climb Back et Interlude.

## Contexte
Le 7 août 2018, Cole sort la chanson Album of the Year (Freestyle), accompagné d'un clip vidéo. Il annonce The Off-Season, qui précédera la sortie de The Fall Off, initialement prévu pour être son sixième album studio. On peut lire dans la description de la vidéo : « The Off-Season arrive bientôt... Tous les chemins mènent à The Fall Off - Cole ». Dans une interview accordée au magazine Billboard en septembre 2018, Cole annonce son intention de marquer une pause sur sa tournée en 2019 afin de terminer The Off-Season, The Fall Off et son projet Kill Edward.
Le 29 décembre 2020, J. Cole publie sur Instagram la photo d'une liste intitulée The Fall Off Era, sur laquelle étaient rayés le mot features ainsi que Revenge of the Dreamers III. Deux mots n'étaient pas rayés : les projets The Off-Season et It's a Boy, que Cole avait l'intention de sortir avant The Fall Off. Il explique dans la légende de son message : « J'ai encore des cases à cocher avant de me tirer... », faisant allusion à une potentielle retraite musicale.

## Enregistrement et production
La production de l'album a débuté en 2017 entre Cole et T-Minus, l'un des producteurs exécutifs ayant collaboré sur les morceaux Kevin's Heart, Middle Child et Lion King on Ice. Il s'est exprimé dans une interview quant à la production de l'album : « Cole est vraiment un producteur ; il aime décider de la direction que prendra sa musique, de l'arrangement musical à l'instru en passant par les sensations qu'il veut éprouver. Il m'a donné un tas d'idées et d'indications sur ce qu'il voulait faire ». Interrogé sur l'esprit créatif de Cole sur l'album, il déclare : « Cole est un touche-à-tout dans la création musicale : il écrit sa propre musique, toutes ses chansons, il produit, il fait du mixage. Il est super impliqué [...] C'est typiquement le gars très terre-à-terre quand il crée son album, et c'est génial parce que quand on collabore, il choisit la direction que l'album va prendre »[réf. nécessaire].

## Pochette et titre
La création de la pochette de l'album est organisée par Felton Brown, le directeur artistique de Dreamville. La photo fut prise en Caroline du Nord par Justin Francis. On y voit Cole debout, avec un panier de basket-ball enflammé en arrière-plan. Ce sport est un thème récurrent chez le rappeur : il apparaît sur les pochettes des mixtapes The Warm Up (2009) et Friday Night Lights (2010) ainsi que de son premier album, Cole World: The Sideline Story (2011). Brown confie au magazine Complex :

« On a terminé la pochette deux semaines avant l'annonce de l'album. On a pris un vol pour la Caroline du Nord et on est passé par différents rendus sur le plan créatif jusqu'à atteindre le niveau créatif, musical et le ton général de l'album. Mais comme on voulait quelque chose qui cerne un peu mieux l'atmosphère de l'album, on y est retourné (en Caroline du Nord). En gros, Ib (Hamad) avait une idée qu'il voulait que j'étoffe, mais tout ce processus de sélection, de choix des intervenants, ça prend du temps, et comme on en manquait, je devais m'appuyer sur les choses auxquelles je pouvais me fier. On s'est dit qu'on ne pouvait pas le faire voyager en avion (J. Cole) pour le shooting, alors on a décidé de le faire dans le coin. On a été à la source. On a contacté Scott (Lazer), qui nous a recommandé une équipe de production qu'on avait, puis j'ai contacté l'un de mes amis proches, Justin Francis, qui est un super photographe avec qui j'ai travaillé plusieurs années quand j'étais dans la publicité. C'est vraiment un excellent photographe, réalisateur et cinéaste. Je lui ai dit : « Écoute, c'est la dernière ligne droite et j'ai besoin de quelqu'un d'aussi polyvalent que moi, et de très vif aussi », puis on a parlé du projet et de nos idées toute la nuit et on a créé une présentation de malade qu'on a envoyée à Cole et Ib. Je voulais leur en dire plus au téléphone mais Cole a dit « Pas besoin, ça a l'air cool. On peut commencer. », ce qui était génial parce que d'habitude, il veut toujours en discuter avant. Je me suis dit que vu qu'il finissait d'enregistrer son album de toute façon, il a dû se dire que ce plan tenait la route, et donc il m'a donné le feu vert. On s'est tout de suite mis au travail : Justin a apporté sa caméra à 50 000 dollars, on a rassemblé l'équipe d'artificiers et c'était parti. »

.
Le 10 mai 2021 est annoncée la signature d'un contrat entre J. Cole et le Patriots Basketball Club au Rwanda, faisant partie de la Basketball Africa League. Cole a également fait la couverture du numéro de mai 2021 du magazine américain de basket-ball Slam. Il explique le titre de son album, lié à sa carrière de basketteur :

« The Off-Season symbolise tout le travail nécessaire pour atteindre le sommet. The Off-Season représente ces heures, ces mois, ces années pour arriver à son maximum. C'est comme quand on regarde un joueur de basket : tous les trucs de fou qu'il fait sur le terrain, ils les a bossés pendant l'été. Pour un sportif qui prend sa carrière au sérieux et qui se fixe de grands objectifs à atteindre, l'intersaison, c'est le moment où la magie opère, mais c'est aussi là qu'il y a la douleur, les trucs qui craignent et le dépassement de soi jusqu'à ce que ça en devienne pénible »

.

## Sortie et promotion
Le 8 novembre 2018, Cole poste sur les plateformes de streaming musical une playlist intitulée Where the fuck is The Off Season, contenant tous ses travaux réalisés en 2018. Elle comprend également la chanson American Dream de Jeezy (2017) ainsi que plusieurs singles de J. Cole : Everybody Dies (2016), alse Prophets (2016), High for Hours (2017), Album of the Year (Freestyle) (2018) et 1985 (2018).
Le 4 mai 2021, J. Cole annonce officiellement sur les réseaux sociaux la date de sortie et la pochette de son album,,. Le 10 mai 2021, il publie un documentaire intitulé Applying Pressure: The Off-Season Documentary sur YouTube. Dans ce court-métrage divisé en quatre chapitres, Cole partage ses impressions dans les coulisses du studio ainsi que des moments privés durant le processus de création de l'album. Le film a été produit par Cole lui-même et Ibrahim Hamad, réalisé par Scott Lazer et contient un caméo du rappeur 21 Savage,. En décrivant l'inspiration qu'il a eu pour l'album, Cole déclare dans ce documentaire :

« C'est ce moment où beaucoup de tes rappeurs préférés arrivent à un tournant. Est-ce que ça te convient d'entrer dans une routine ? Sur le plan créatif, est-ce que t'as exploré toutes les pistes ? Quand je me suis posé ces questions, je me suis dit : Nan, ça me convient pas »

.
Le 13 mai 2021, Cole révèle sur les réseaux sociaux quelques heures avant sa sortie la liste des titres de l'album et les crédits de production.

### Singles
Le 22 juillet 2020, Cole sort le morceau The Climb Back en tant que double single avec Lion King on Ice, sous le titre Lewis Street. Selon Cole, les deux chansons étaient à l'origine destinées à être les premiers singles de son prochain album The Fall Off.
Le 7 mai 2021, J. Cole sort Interlude, le deuxième single de l'album, après avoir initialement prévu de sortir l'album en une seule fois sans singles avant sa sortie, comme il l'a fait par le passé à partir de son troisième album studio, 2014 Forest Hills Drive. Il a été produit par T-Minus, Tommy Parker et Cole lui-même. Aux États-Unis, la chanson a été streamée 8,5 millions de fois le premier jour. Elle a également atteint la première place sur Apple Music aux États-Unis en moins de 24 heures.
My Life, collaboration avec 21 Savage et Morray, sort sur les radios américaines dès le 25 mai 2021 comme 3e single extrait de l'album.

### Autres chansons
Le 17 mai 2021 sort le clip vidéo de la chanson Amari, réalisé par le rappeur Mez, originaire de la ville de Raleigh, qui a également réalisé le clip vidéo du single de Cole Middle Child en 2019.

## Accueil
The Off Season reçoit des critiques généralement positives de la part de la presse spécialisée. Sur Metacritic, qui attribue une note normalisée sur 100 en se basant sur les avis du public, l'album a reçu une note moyenne de 72, indiquant « des critiques généralement favorables ».
Clash a attribué une évaluation positive à l'album, disant que Cole « a atteint un niveau astronomique. Point positif pour les fans : ils n'ont pas eu à attendre longtemps, et le rappeur de Caroline du Nord ne les a pas déçus ». Le critique du magazine continue : « The Off-Season est un projet solide, sans date de péremption et que l'on peut aisément digérer pendant les mois et les années à venir. Alors que certains fans en veulent toujours plus, The Off-Season représente un excellent hors-d'œuvre avant le plat principal et en contient juste assez pour ceux qui attendaient le rappeur depuis trois ans ». Luke Fox, du journal Exclaim! a fait l'éloge de l'album, qualifiant Cole de « recentré et rajeuni ». Il poursuit en disant: « Si l'album KOD de 2018, chargé en concepts et dangereusement moralisateur, définissait le passage de Cole de joueur à entraîneur dans sa carrière, The Off-Season représente le rappeur chaussant une paire de baskets montantes qui couinent et enchaînant les paniers à trois points pendant 100 000 heures ».

## Liste des titres
Crédits adaptés de Tidal
| Liste des titres de The Off-Season | Liste des titres de The Off-Season  | Liste des titres de The Off-Season       | Liste des titres de The Off-Season | Liste des titres de The Off-Season | Liste des titres de The Off-Season | Liste des titres de The Off-Season | Liste des titres de The Off-Season | Liste des titres de The Off-Season | Liste des titres de The Off-Season |
| No                                 | Titre                               | Producteur(s)                            | Durée                              |                                    |                                    |                                    |                                    |                                    |                                    |
| ---------------------------------- | ----------------------------------- | ---------------------------------------- | ---------------------------------- | ---------------------------------- | ---------------------------------- | ---------------------------------- | ---------------------------------- | ---------------------------------- | ---------------------------------- |
| 1.                                 | 95 South                            | - Boi-1da - Coleman - Maneesh            | 3:16                               |                                    |                                    |                                    |                                    |                                    |                                    |
| 2.                                 | Amari                               | - Timbaland - Sucuki - J. Cole - T-Minus | 2:28                               |                                    |                                    |                                    |                                    |                                    |                                    |
| 3.                                 | My Life (feat. 21 Savage & Morray)  | - Jake One - Cole - Wu10                 | 3:38                               |                                    |                                    |                                    |                                    |                                    |                                    |
| 4.                                 | Applying Pressure                   | Cole                                     | 2:57                               |                                    |                                    |                                    |                                    |                                    |                                    |
| 5.                                 | Punchin' the Clock                  | - Tae Beast - Mario Luciano              | 1:52                               |                                    |                                    |                                    |                                    |                                    |                                    |
| 6.                                 | 100 Mil' (feat. Bas)                | - Cole - T-Minus                         | 2:43                               |                                    |                                    |                                    |                                    |                                    |                                    |
| 7.                                 | Pride Is the Devil (feat. Lil Baby) | T-Minus                                  | 3:38                               |                                    |                                    |                                    |                                    |                                    |                                    |
| 8.                                 | Let Go My Hand (feat. Bas & 6LACK)  | - DJ Dahi - Frank Dukes - Cole - Wu10    | 4:26                               |                                    |                                    |                                    |                                    |                                    |                                    |
| 9.                                 | Interlude                           | - Cole - T-Minus - Tommy Parker          | 2:13                               |                                    |                                    |                                    |                                    |                                    |                                    |
| 10.                                | The Climb Back                      | Cole                                     | 5:06                               |                                    |                                    |                                    |                                    |                                    |                                    |
| 11.                                | Close                               | Cole                                     | 2:48                               |                                    |                                    |                                    |                                    |                                    |                                    |
| 12.                                | Hunger on Hillside (feat. Bas)      | - Boi-1da - DrtWrk - Don Mills           | 3:58                               |                                    |                                    |                                    |                                    |                                    |                                    |
| 39:08                              |                                     |                                          |                                    |                                    |                                    |                                    |                                    |                                    |                                    |

Notes
- [[a] 1] désigne un producteur additionnel.
- Tous les titres des pistes sont stylisés en minuscules, avec des lettres espacées et un point entre les mots. Par exemple, My Life est stylisé m y . l i f e.
- 95 South contient les voix additionnelles de Cam'ron et Lil Jon.
- Punchin 'the Clock contient la voix additionnelle du joueur de basket-ball américain Damian Lillard.
- Pride Is the Devil contient la voix additionnelle de TS Rose.
- Let Go My Hand contient la voix additionnelle de Puff Daddy.

## Samples
- My Life contient un sample de The Life interprété par Styles P. et Pharoahe Monch[34].
- Pride is the Devil contient un extrait de Can't Decide interprété par Aminé[35].

## Classements hebdomadaires
| Classement (2021)                   | Meilleure place |
| ----------------------------------- | --------------- |
| Allemagne (Media Control AG)        | 16              |
| Australie (ARIA)                    | 3               |
| Autriche (Ö3 Austria Top 40)        | 2               |
| Belgique (Flandre Ultratop)         | 1               |
| Belgique (Wallonie Ultratop)        | 7               |
| Canada (Canadian Albums Chart)      | 1               |
| Danemark (Tracklisten)              | 1               |
| Espagne (Promusicae)                | 30              |
| États-Unis (Billboard 200)          | 1               |
| États-Unis (Top R&B/Hip-Hop Albums) | 1               |
| Finlande (Suomen virallinen lista)  | 4               |
| France (SNEP)                       | 33              |
| Irlande (Irish Albums Chart)        | 1               |
| Italie (FIMI)                       | 23              |
| Lituanie (AGATA)                    | 1               |
| Norvège (VG-lista)                  | 1               |
| Nouvelle-Zélande (RIANZ)            | 1               |
| Pays-Bas (Mega Album Top 100)       | 1               |
| Royaume-Uni (UK Albums Chart)       | 2               |
| Royaume-Uni (R&B Albums)            | 2               |
| Suède (Sverigetopplistan)           | 2               |
| Suisse (Schweizer Hitparade)        | 5               |

## Certifications
| Pays                    | Certification | Unités certifiées |
| ----------------------- | ------------- | ----------------- |
| Nouvelle-Zélande (RMNZ) | Or            | 7 500             |
| Royaume-Uni (BPI)       | Argent        | 60 000            |

## Crédits
Crédits adaptés de Tidal
- Juro « Mez » Davis : mixage (tous les titres)
- Mike Bozzi : ingénieur du son studio (tous les titres)
- Kuldeep Chudasama : ingénieur du son (tous les titres)
- Kaleb Rollins : producteur vocal (titres 6, 8, 12)